# بكتيرياسترم دليكاتيولم
بكتيرياسترم دليكاتيولم (بالإنجليزية: Bacteriastrum delicatulum )‏ هي إحدى أنواع الدياتومات المنتمية إلى جنس بكتيرياسترم .